# Al-Uwajr
Al-Uwajr (arab. العوير) – wieś w Syrii, w muhafazie Hama. W 2004 roku liczyła 843 mieszkańców.